# Roy R. Rubottom

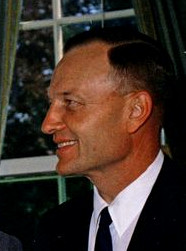
Roy R. Rubottom (1961)

Roy Richard Rubottom, Jr. (* 13. Februar 1912 in Brownwood, Texas; † 6. Dezember 2010 in Austin, Texas) war ein US-amerikanischer Diplomat, Politikwissenschaftler und Hochschullehrer, der unter anderem zwischen 1957 und 1960 Assistant Secretary of State for Inter-American Affairs im US-Außenministerium war.

## Leben
Roy Richard Rubottom, Jr., Sohn von Roy Richard Rubottom und Jennie Eleanor Watkins Rubottom, absolvierte nach dem Schulbesuch ein Studium an der Southern Methodist University (SMU) und beendete dieses 1932 mit einem Bachelor of Science (B.S.). Ein darauf folgendes postgraduales Studium an der Southern Methodist University schloss er 1933 mit einem Master of Arts (M.A.) ab. Danach wechselte er für ein postgraduales Studium an die University of Texas at Austin, an der er zwischen 1937 und 1941 Assistierender Dekan für studentisches Leben war. Nach dem Eintritt der Vereinigten Staaten in den Zweiten Weltkrieg am 11. Dezember 1941 trat er als Fregattenkapitän in die US Navy ein und war von 1943 bis 1945 zunächst Marine-Verbindungsoffizier an der Botschaft in Mexiko sowie im Anschluss Marineattaché an der Botschaft in Paraguay.
Nach seinem Ausscheiden aus der US Navy trat Rubottom als Foreign Service Officer in den Dienst des US-Außenministeriums und war anfangs zwischen 1947 und 1949 Botschaftssekretär und Konsul an der Botschaft in Kolumbien sowie danach von 1950 bis 1952 Referent für Mexiko im Außenministerium. Nachdem er zwischen 1952 und 1953 Leiter des Referats für Mittelamerika im Außenministerium war, fungierte er zwischen 1953 und 1954 als Erster Sekretär an der Botschaft in Spanien. Anschließend blieb er an der Botschaft in Madrid und war dort von 1954 bis 1956 Leiter der Operationsabteilung. Nach seiner Rückkehr in die USA war er von 1956 bis 1957 erst stellvertretender Leiter der Unterabteilung Interamerikanische Angelegenheiten (Deputy Assistant Secretary of State for Inter-American Affairs) sowie im Anschluss als Nachfolger von Henry F. Holland am 18. Juni 1957 Leiter der Unterabteilung Interamerikanische Angelegenheiten (Assistant Secretary of State for Inter-American Affairs) im US-Außenministerium. Er bekleidete dieses Amt bis zum 27. August 1960, woraufhin Thomas C. Mann am 28. August 1960 diese Aufgabe übernahm.
Roy R. Rubottom selbst wurde am 27. August 1960 zum Botschafter der Vereinigten Staaten in Argentinien ernannt und übergab dort am 20. Oktober 1960 als Nachfolger von Willard L. Beaulac sein Akkreditierungsschreiben. Er verblieb auf diesem Posten bis zum 29. Oktober 1961, woraufhin Robert M. McClintock sein dortiger Nachfolger wurde.
Danach war er zwischen 1961 und 1964 Außenpolitischer Berater des Naval War College (NWC) in Newport sowie von 1964 bis 1971 Vizepräsident der Southern Methodist University. Während dieser Zeit verlieh ihm das Southwestern College in Kansas 1968 einen Ehrendoktor der Rechte (Honorary LL.D.) am. Er hatte zudem eine Professur für Politikwissenschaften an der SMU inne und fungierte zwischen 1971 und 1973 als Präsident der Universidad de las Américas (UDLA) in Heroica Puebla de Zaragoza. Er war ferner von 1975 bis 1977 Direktor des Zentrums für iberoamerikanische Zivilisationen (Center of IberoAmerican Civilizations) und erhielt 1985 einen weiteren Ehrendoktor der Rechte von der Central Methodist University (CMU). 1993 verlieh ihm die Pfadfinderorganisation Boy Scouts of America den Silver Buffalo Award.
Rubottom war vom 23. Dezember 1938 bis zu deren Tode 2008 mit Billy Ruth Young verheiratet. Aus dieser Ehe gingen eine Tochter sowie zwei Söhne hervor.

## Veröffentlichung
- Spain and the United States: Since World War II, 1984